# Rákosina ve Stříteži nad Bečvou
Rákosina ve Stříteži nad Bečvou je přírodní památka na východním okraji obce Střítež nad Bečvou v okrese Vsetín. Oblast spravuje AOPK ČR Správa CHKO Beskydy. Důvodem ochrany je okraj údolní nivy Rožnovské Bečvy s mokřadními společenstvy.

## Galerie

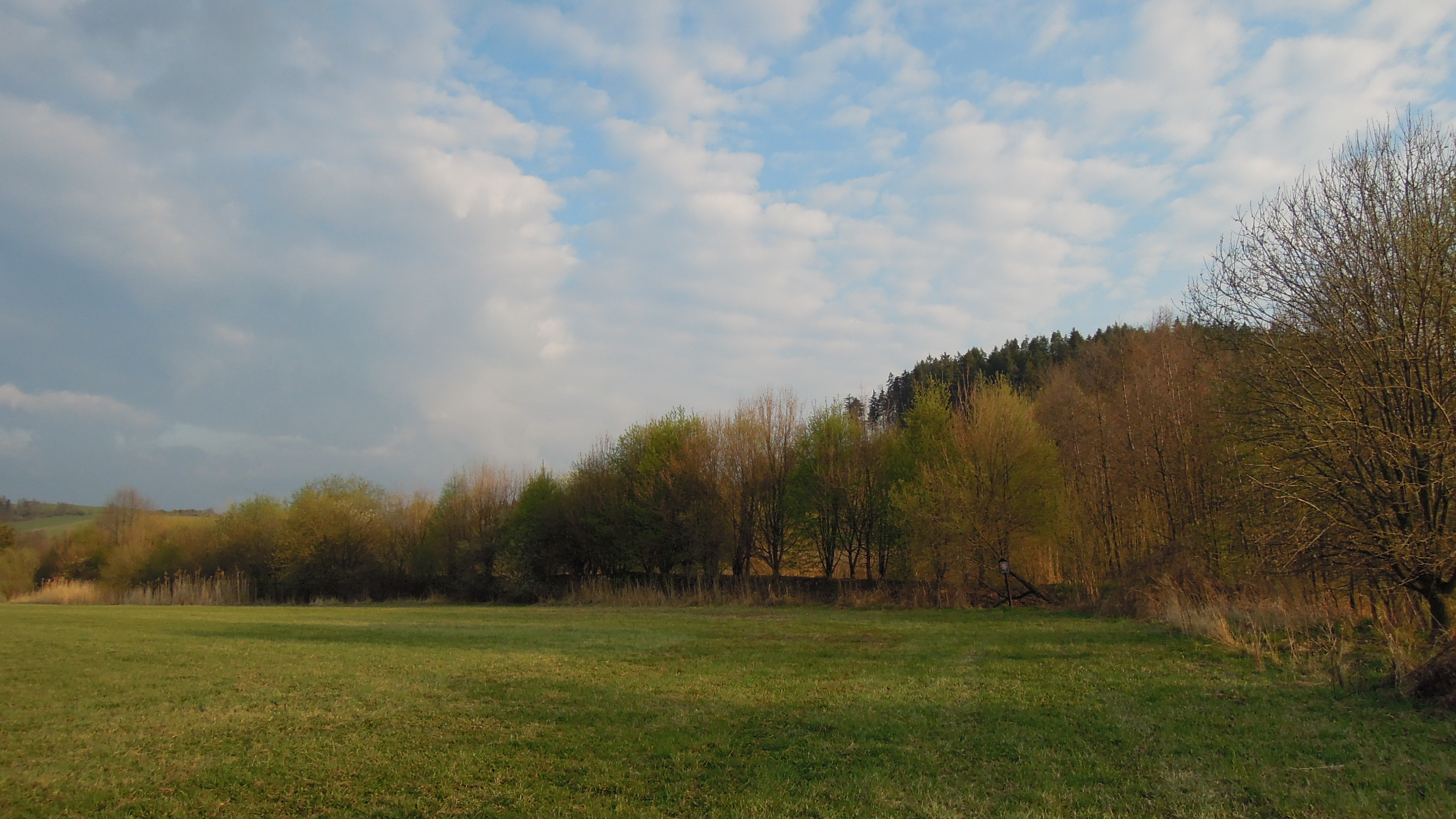
Pohled na lokalitu od silnice
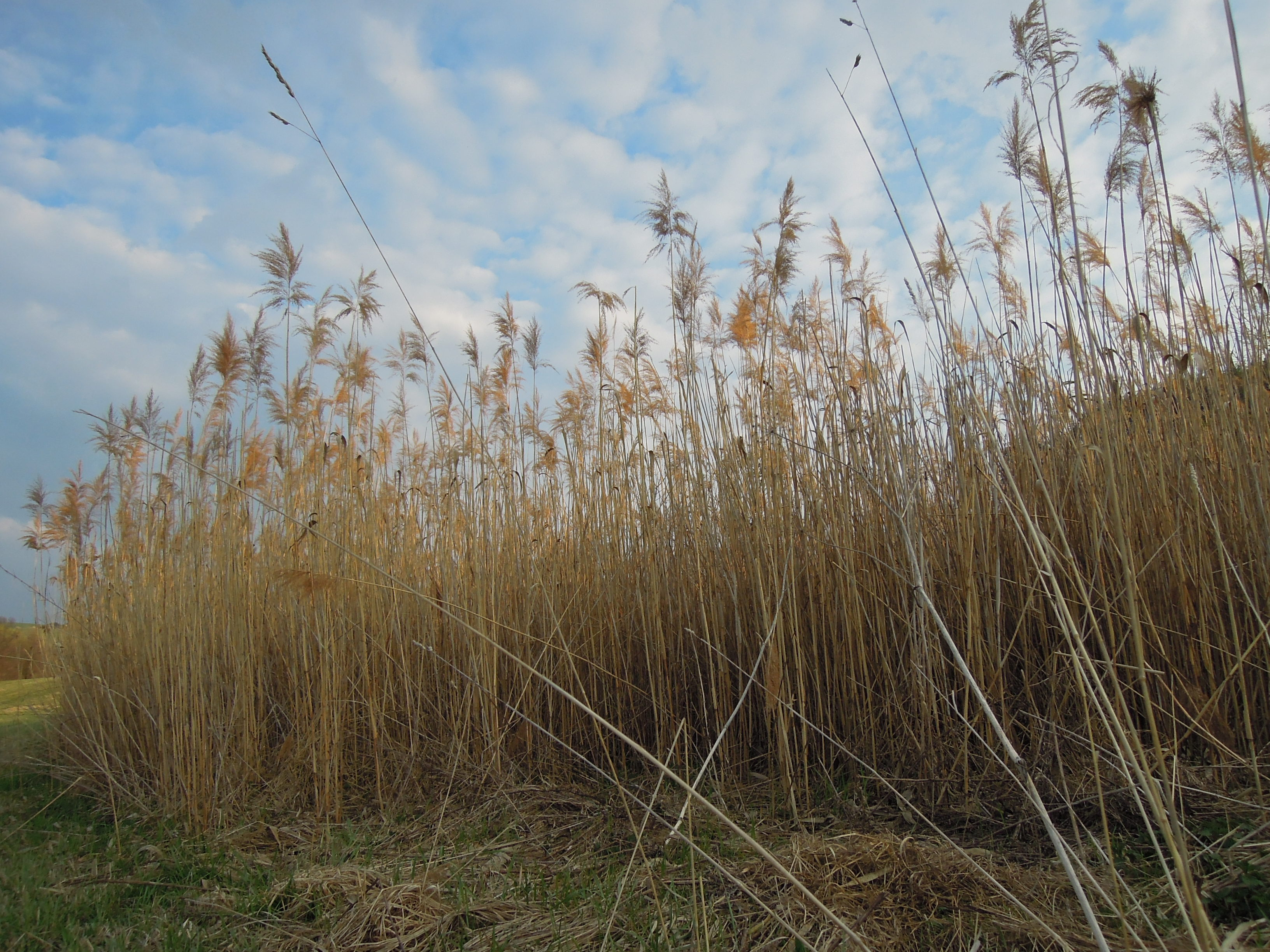
Rákosí na okraji lokality
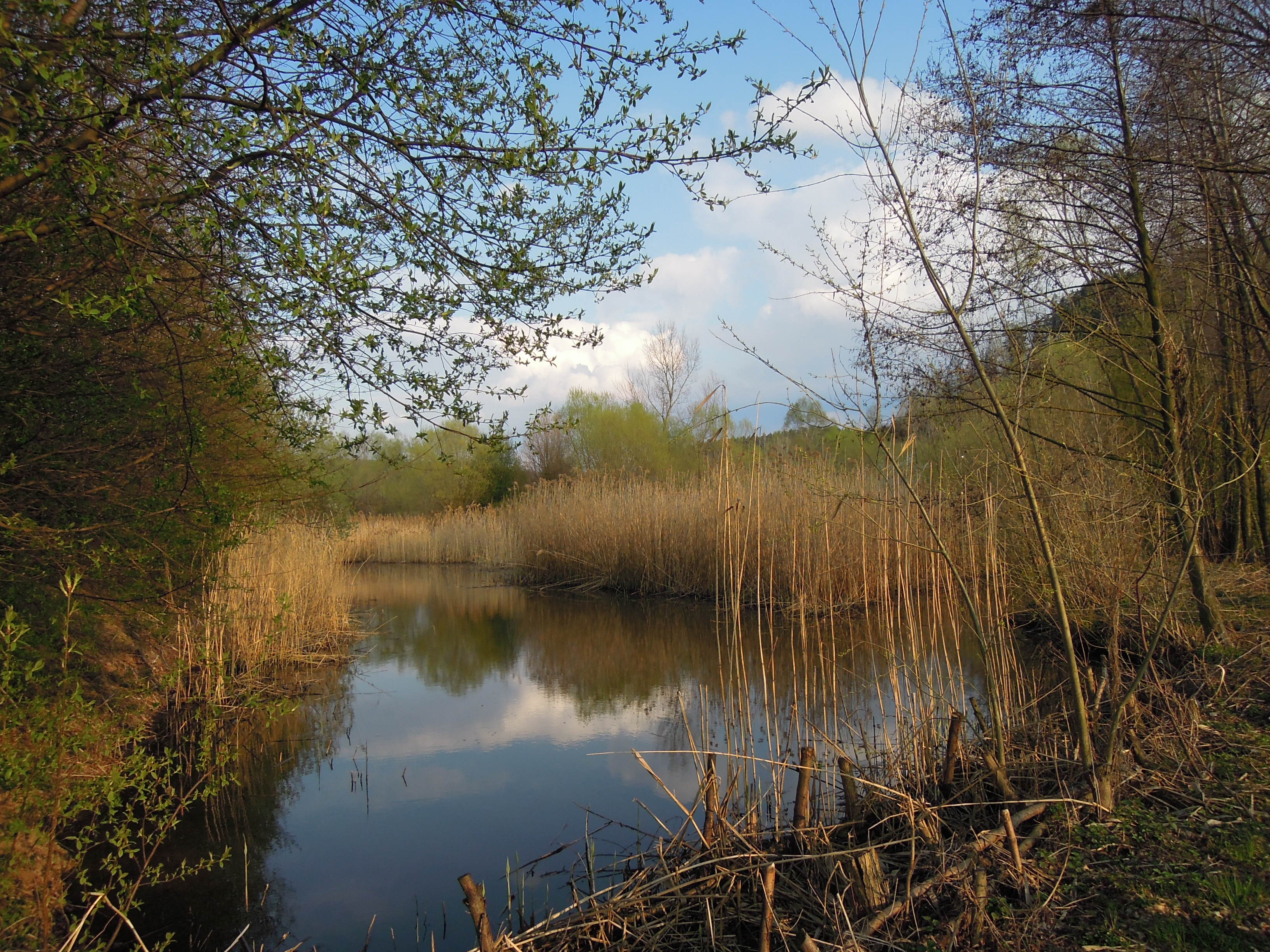
Rákosina ve Stříteži nad Bečvou